# Jaśniej
Jaśniej – pierwszy singel Krzysztofa Zalewskiego promujący drugi album pt. Zelig. To energiczna piosenka przeciwko przeciętności, proklamująca kreatywność dającą dobro wspólne. Refren stanowi przekaz na przyszłość ("dla po nas pokoleń zrobimy jaśniej"), przy końcu utworu zaśpiewany przez chórek dziecięcy.

## Notowania
| Lista                   | Pozycja |
| ----------------------- | ------- |
| Lista przebojów UWUEMKA | 8       |

## Teledysk
4 listopada 2013, wraz z premierą singla, opublikowano w serwisie YouTube pierwszy obraz do piosenki "Jaśniej" (koncept, reżyseria, zdjęcia - Yulka Wilam, montaż: Kuba Tomaszewicz) - przedstawia szalejącego i palącego papierosa przed kamerą Krzysztofa Zalewskiego. W oficjalnym teledysku opublikowanym 11 grudnia, ze zdjęciami Macieja Domagalskiego /Kalejdoskop/ i w montażu Michała Zielińskiego, udział wzięli fani, którzy przysłali swoje filmiki oraz artyści - znajomi Zalewskiego, m.in. Agata Kulesza, Brodka, happysad, Katarzyna Nosowska i Hey, Kayah, Marika, Maryla Rodowicz, Mrozu, Natalia Kukulska z mężem, Urszula Dudziak.